# Яна Клусачкова
Яна Клусачкова (чеськ. Jana Klusáčková, 29 жовтня 1977) — чеська плавчиня.
Учасниця Олімпійських Ігор 2004, 2008 років.
Призерка літньої Універсіади 2005 року.